# Bassetlaw (district)
Pour les articles homonymes, voir Bassetlaw.
Bassetlaw est un district non-métropolitain du Nottinghamshire, en Angleterre. C'est le district le plus au nord du comté. D'après le recensement de 2001, sa population est alors de 107 713 habitants. Le district est essentiellement rural. Ses deux principales villes sont Worksop, où siège le conseil de district, et Retford.
Il a été créé le 1er avril 1974 par le Local Government Act de 1972 et est issu de la fusion des districts de Worksop et Retford, et de la majeure partie des anciens districts ruraux de Worksop et East Retford. Bassetlaw compte 68 paroisses. Worksop et Retford sont des zones non-paroissiales.

## Source
- (en) Cet article est partiellement ou en totalité issu de l’article de Wikipédia en anglais intitulé « Bassetlaw » (voir la liste des auteurs).